# Chuignolles
Chuignolles est une commune française située dans le département de la Somme, en région Hauts-de-France.

## Géographie

### Localisation
Ce village du Santerre se situe, par la route, à 5 km de Bray-sur-Somme, 19 km de Péronne et 34 km d'Amiens.

#### Communes limitrophes
Six communes voisinent les limites du territoire :

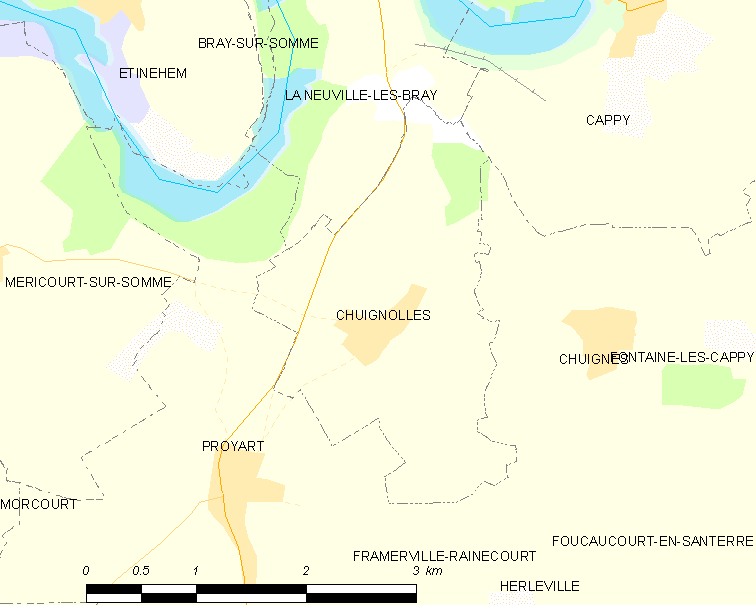
Cliquer sur la carte pour agrandir.

### Hydrographie
La commune est située dans le bassin Artois-Picardie. Elle n'est drainée par aucun cours d'eau.

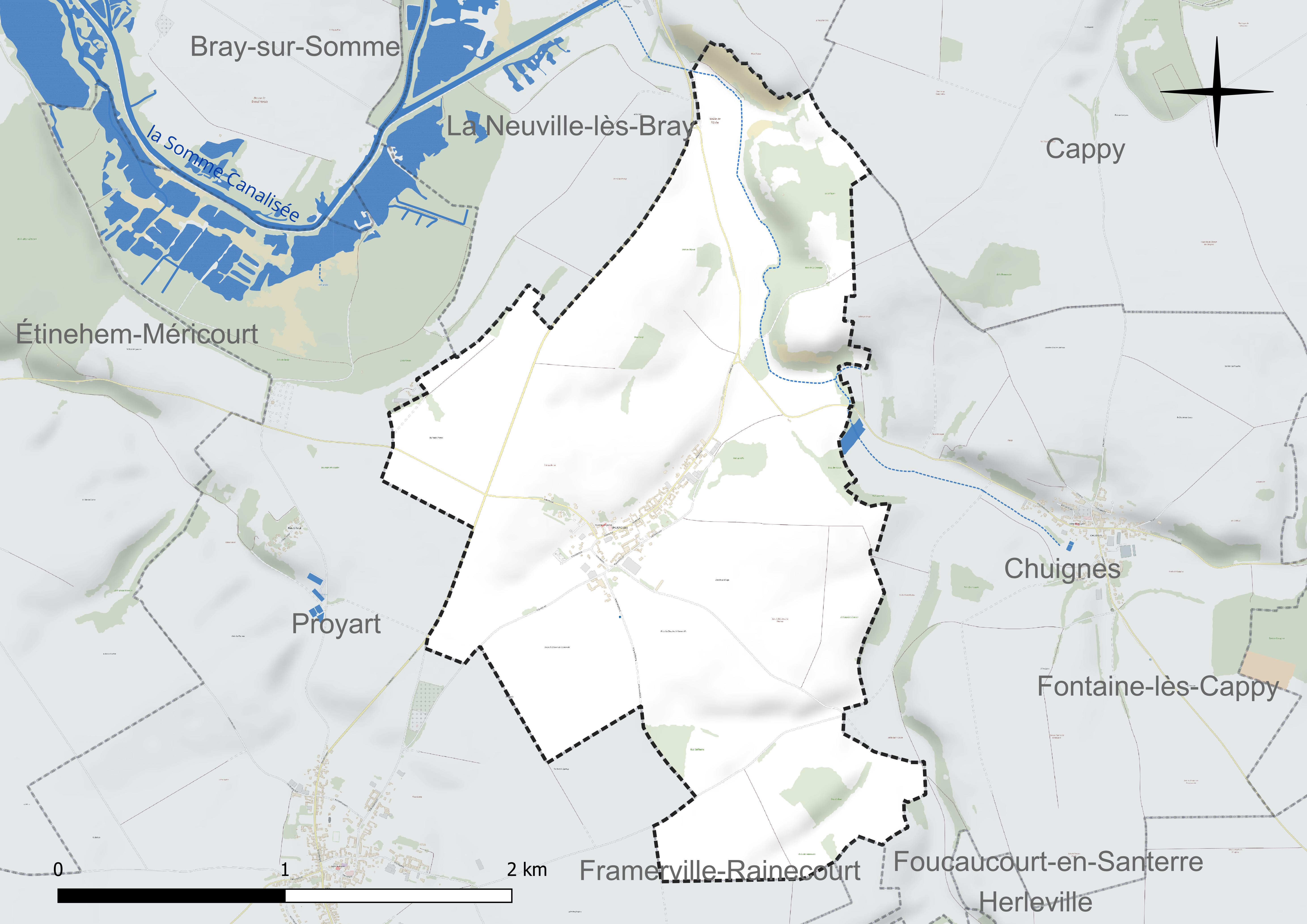
Réseau hydrographique de Chuignolles.

### Climat
Pour des articles plus généraux, voir Climat des Hauts-de-France et Climat de la Somme.
En 2010, le climat de la commune est de type climat océanique dégradé des plaines du Centre et du Nord, selon une étude du CNRS s'appuyant sur une série de données couvrant la période 1971-2000. En 2020, Météo-France publie une typologie des climats de la France métropolitaine dans laquelle la commune est exposée à un climat océanique et est dans la région climatique Nord-est du bassin Parisien, caractérisée par un ensoleillement médiocre, une pluviométrie moyenne régulièrement répartie au cours de l'année et un hiver froid (3 °C).
Pour la période 1971-2000, la température annuelle moyenne est de 10,7 °C, avec une amplitude thermique annuelle de 14,2 °C. Le cumul annuel moyen de précipitations est de 672 mm, avec 12 jours de précipitations en janvier et 8,8 jours en juillet. Pour la période 1991-2020, la température moyenne annuelle observée sur la station météorologique la plus proche, située sur la commune de Méaulte à 10 km à vol d'oiseau, est de 10,7 °C et le cumul annuel moyen de précipitations est de 730,3 mm,. Pour l'avenir, les paramètres climatiques de la commune estimés pour 2050 selon différents scénarios d'émission de gaz à effet de serre sont consultables sur un site dédié publié par Météo-France en novembre 2022.

## Urbanisme

### Typologie
Au 1er janvier 2024, Chuignolles est catégorisée commune rurale à habitat dispersé, selon la nouvelle grille communale de densité à sept niveaux définie par l'Insee en 2022.
Elle est située hors unité urbaine. Par ailleurs la commune fait partie de l'aire d'attraction d'Amiens, dont elle est une commune de la couronne,. Cette aire, qui regroupe 369 communes, est catégorisée dans les aires de 200 000 à moins de 700 000 habitants,.

### Occupation des sols
L'occupation des sols de la commune, telle qu'elle ressort de la base de données européenne d'occupation biophysique des sols Corine Land Cover (CLC), est marquée par l'importance des territoires agricoles (89,4 % en 2018), une proportion identique à celle de 1990 (89,4 %). La répartition détaillée en 2018 est la suivante : 
terres arables (86,8 %), forêts (5,5 %), zones urbanisées (5,2 %), prairies (2,5 %). L'évolution de l'occupation des sols de la commune et de ses infrastructures peut être observée sur les différentes représentations cartographiques du territoire : la carte de Cassini (XVIIIe siècle), la carte d'état-major (1820-1866) et les cartes ou photos aériennes de l'IGN pour la période actuelle (1950 à aujourd'hui).

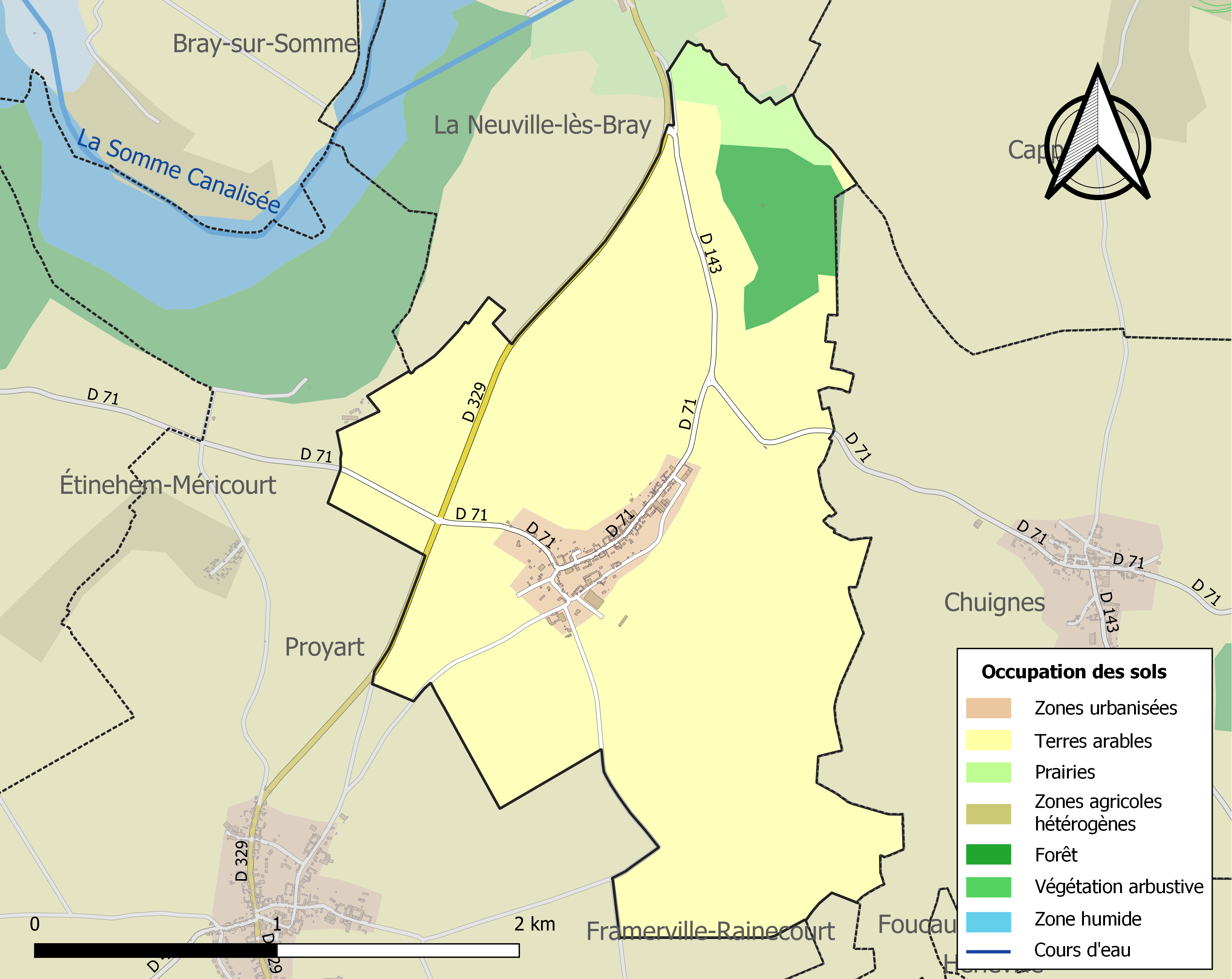
Carte des infrastructures et de l'occupation des sols de la commune en 2018 (CLC).

## Toponymie
En 1124, Cevinioli est relevé dans le cartulaire de Lihons, sous Enguerrand, évêque d'Amiens. Choinnoles par Luce III, pape, est trouvé en 1184. Le dénombrement effectué à l'époque de Philippe Auguste nous procure Cuignoles en 1214. Un pouillé de 1301 donne Chuignoles, forme très proche de celle retenue finalement,.
De l'oïl choingnolle « manivelle de puits », qui a dû signifier : « puits à manivelle ».

## Histoire
- La seigneurie a appartenu au prieuré de Lihons[15].

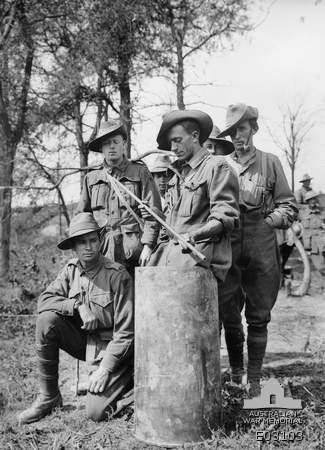
Troupes australiennes en 1918.

- Le village a été détruit pendant la Première Guerre mondiale, l'église a cependant été épargnée[15].

## Politique et administration
| Période                                  | Période                   | Identité         | Étiquette | Qualité                                    |
| ---------------------------------------- | ------------------------- | ---------------- | --------- | ------------------------------------------ |
| Les données manquantes sont à compléter. |                           |                  |           |                                            |
| 1965                                     | 1977                      | Léon Estienne    |           | Agriculteur                                |
| Les données manquantes sont à compléter. |                           |                  |           |                                            |
| mars 2001                                | mai 2006                  | Gérard Lagache   |           |                                            |
| mai 2006                                 | En cours (au 31 mai 2020) | Ghislain Lagache |           | Agriculteur Réélu pour le mandat 2020-2026 |

## Démographie
L'évolution du nombre d'habitants est connue à travers les recensements de la population effectués dans la commune depuis 1793. Pour les communes de moins de 10 000 habitants, une enquête de recensement portant sur toute la population est réalisée tous les cinq ans, les populations de référence des années intermédiaires étant quant à elles estimées par interpolation ou extrapolation. Pour la commune, le premier recensement exhaustif entrant dans le cadre du nouveau dispositif a été réalisé en 2005.

En 2022, la commune comptait 147 habitants, en évolution de −4,55 % par rapport à 2016 (Somme : −1,26 %, France hors Mayotte : +2,11 %).
| 1793 | 1800 | 1806 | 1821 | 1831 | 1836 | 1841 | 1846 | 1851 |
| ---- | ---- | ---- | ---- | ---- | ---- | ---- | ---- | ---- |
| 240  | 246  | 260  | 352  | 374  | 370  | 357  | 351  | 362  |

| 1856 | 1861 | 1866 | 1872 | 1876 | 1881 | 1886 | 1891 | 1896 |
| ---- | ---- | ---- | ---- | ---- | ---- | ---- | ---- | ---- |
| 345  | 322  | 309  | 309  | 291  | 277  | 263  | 270  | 250  |

| 1901 | 1906 | 1911 | 1921 | 1926 | 1931 | 1936 | 1946 | 1954 |
| ---- | ---- | ---- | ---- | ---- | ---- | ---- | ---- | ---- |
| 256  | 263  | 236  | 150  | 179  | 166  | 204  | 171  | 156  |

| 1962 | 1968 | 1975 | 1982 | 1990 | 1999 | 2005 | 2006 | 2010 |
| ---- | ---- | ---- | ---- | ---- | ---- | ---- | ---- | ---- |
| 190  | 182  | 199  | 192  | 156  | 137  | 153  | 150  | 158  |

| 2015 | 2020 | 2022 | - | - | - | - | - | - |
| ---- | ---- | ---- | - | - | - | - | - | - |
| 155  | 148  | 147  | - | - | - | - | - | - |

## Économie
Ces tableaux (en référence) regroupent les chiffres clés de l'économie communale.

## Culture locale et patrimoine

### Lieux et monuments
- Église Saint-Léger, du XVIIIe siècle, restaurée[15].
- Circuit du Gros canon Chuignes-Chuignolles (9,5 km, 2 h 30) qui passe par le bois dit « du Canon ». Cette « grosse Bertha » de 21 mètres qui n'en était pas une avait été utilisée par les Allemands pendant la Première Guerre mondiale[15].

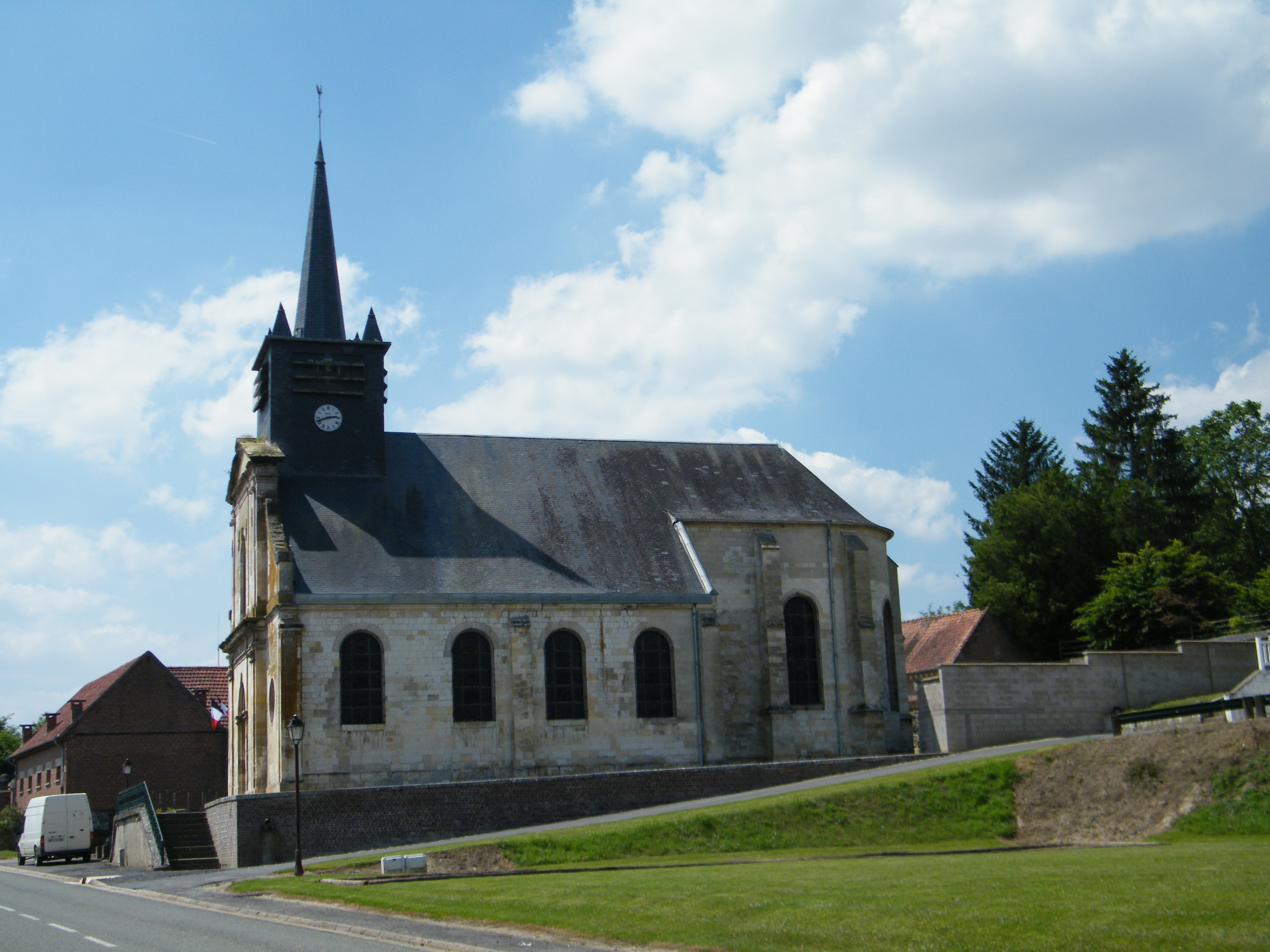
Saint-Léger.
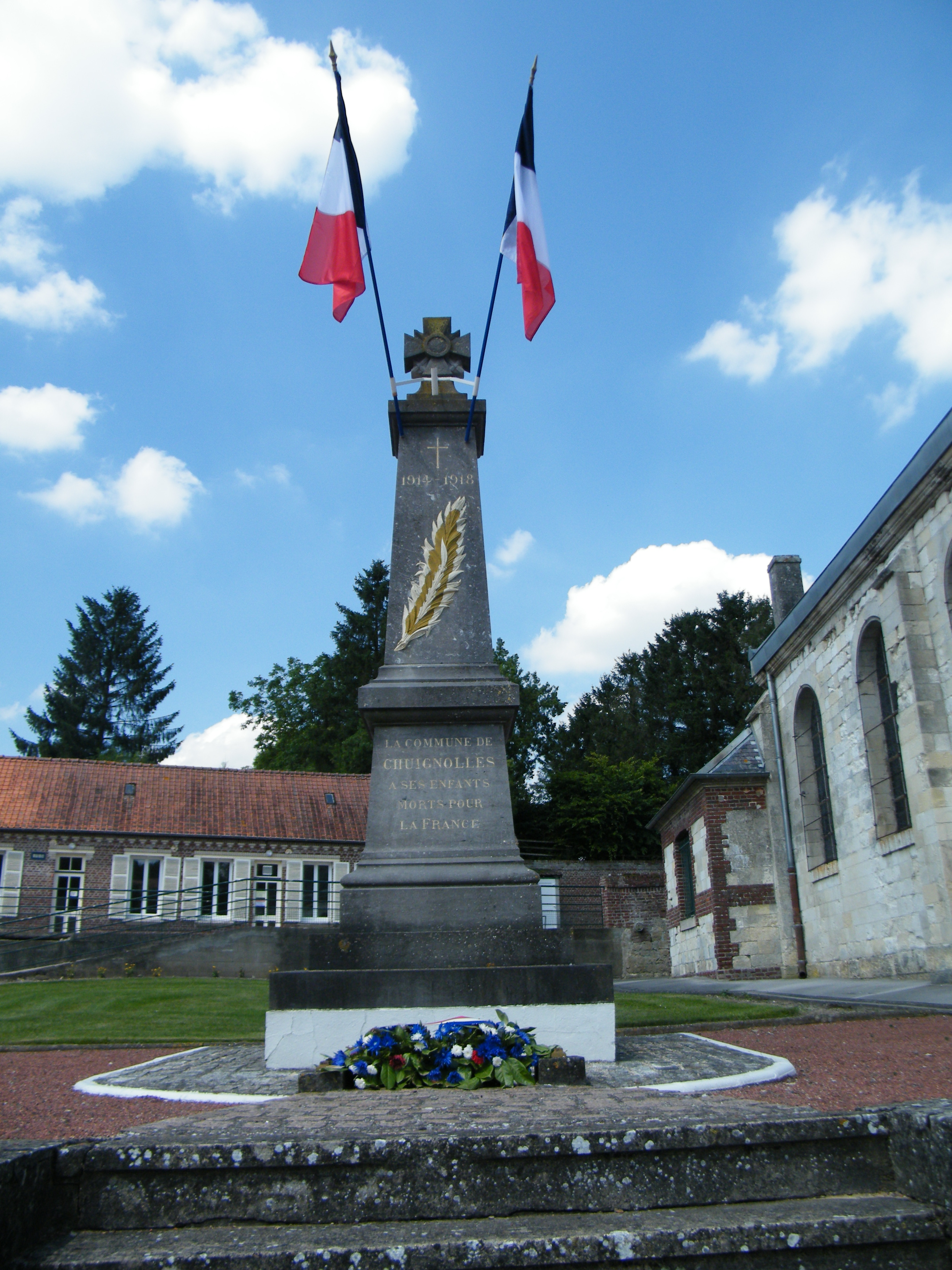
Hommage aux morts pour la patrie.
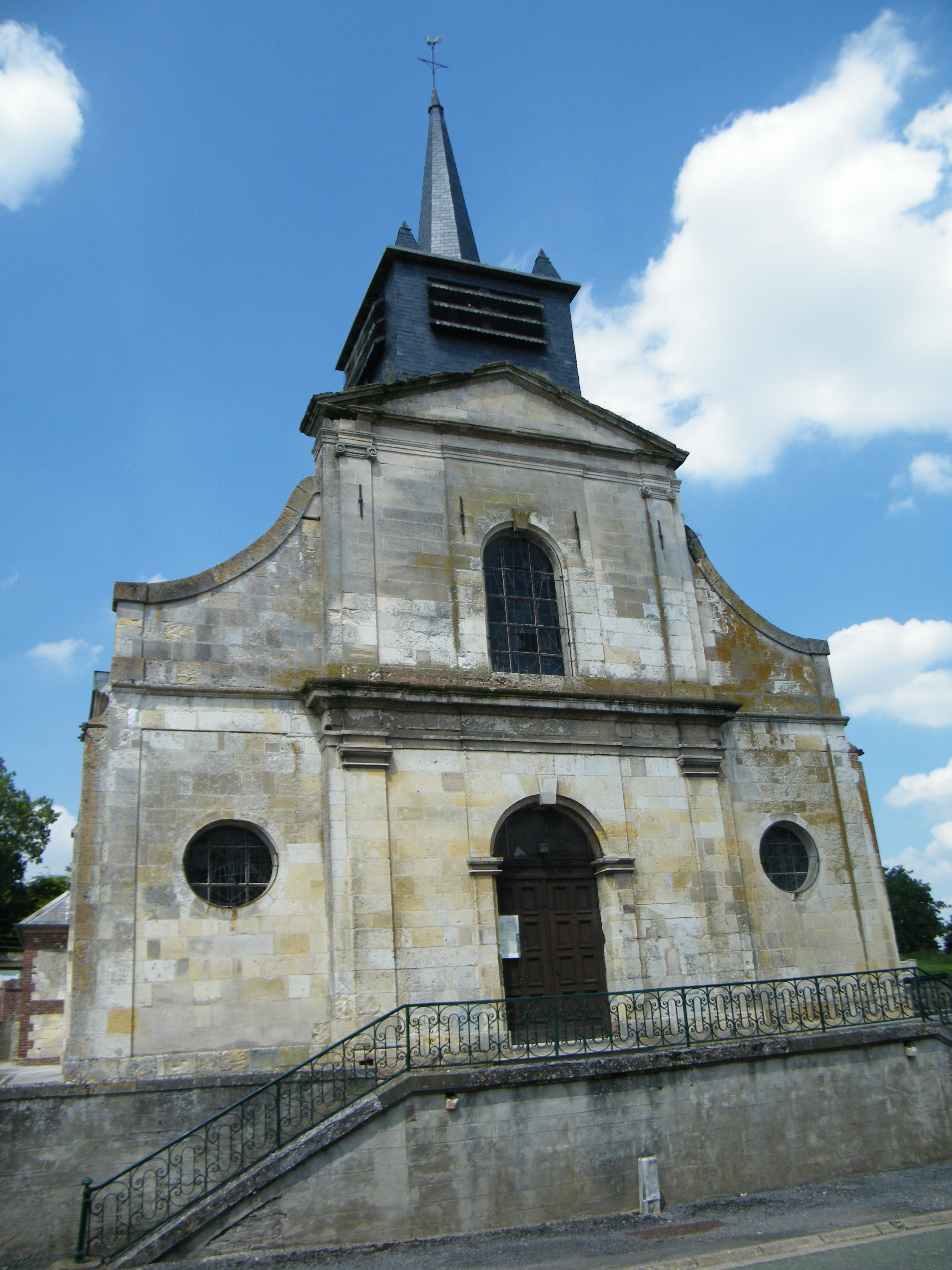
Clocher de Saint-Léger.

### Personnalités liées à la commune
- Louis Marie Joseph de Fay de Quincy.

## Pour approfondir